# Петро Бабей
Петро Бабе́й (25 липня 1900, Штефурів — 19 листопада 1979, Пряшів) — чехословацький політик українського походження зі Словаччини, післявоєнний депутат Тимчасових Народних Зборів від Української Народної Ради Пряшівщини, пізніше депутат Установчих Народних Зборів і Національних Зборів Чехословаччини від Комуністичної партії Словаччини (КПС) і Комуністичної партії Чехословаччини.

## Життєпис
Вже за часів Першої Чехословацької республіки був залучений до комуністичного руху серед русинів у Словаччині. Під час Першої словацької республіки був активістом комуністичного опору в районі Ґіралтівців. Був ув'язнений в Ілаві. На з'їзді в Пряшеві в березні 1945 р. обраний віце-головою Української народної Ради.
У 1945–1946 роках був членом Тимчасових Народних Зборів Української Народної Ради Пряшівщини. На парламентських виборах 1946 року він став депутатом Установчих національних зборів, тепер від КПС. Він захистив свій мандат на парламентських виборах у 1948 році і був членом Національних зборів до 1954 року.
У 1945–1949 роках був головою окружного національного комітету в Ґіралтівцях. У 1950 році брав участь у кампанії за перехід словацьких українців з греко-католицької церкви на православ'я. У 1953 році його звинуватили в «українському буржуазному націоналізмі».

### Зовнішні посилання
- Петро Бабей у парламенті